# Cassina Valsassina
Cassina Valsassina is een gemeente in de Italiaanse provincie Lecco (regio Lombardije) en telt 475 inwoners (31-12-2004). De oppervlakte bedraagt 2,6 km², de bevolkingsdichtheid is 229 inwoners per km².

## Demografie
Cassina Valsassina telt ongeveer 229 huishoudens. Het aantal inwoners steeg in de periode 1991-2001 met 4,6% volgens cijfers uit de tienjaarlijkse volkstellingen van ISTAT.
| Jaar | Inwoneraantal |
| ---- | ------------- |
| 1991 | 437           |
| 2001 | 457           |

## Geografie
Cassina Valsassina grenst aan de volgende gemeenten: Barzio, Cremeno, Moggio, Morterone.